# Limotettix zacki
Limotettix zacki är en insektsart som beskrevs av Hamilton 1994. Limotettix zacki ingår i släktet Limotettix och familjen dvärgstritar. Inga underarter finns listade i Catalogue of Life.